# 탠디 코퍼레이션
탠디 코퍼레이션(Tandy Corporation)은 가족에 의해 운영되는 미국 포트워스의 피혁 제품 기업이었다. 탠시 레더(Tandy Leather)는 1919년 가죽 공급 업체로서 설립되었으며 1963년의 라디오셱을 포함하여 수많은 수공 소매업체들을 인수했다. 2000년, 탠디 코퍼레이션은 기존 이름을 버리고 이름을 완전히 라디오셱 코퍼레이션(RadioShack Corporation)으로 변경하였다.

## 역사
탠디는 1919년 시작되었으며 당시 Norton Hinckley, 데이브 L. 탠디라는 두 명의 친구가 Hinckley-Tandy Leather Company를 시작하기로 결정하였고 판매를 텍사스주의 신발 수리 딜러들에게 창가죽과 기타 공급제품을 제공하는데 노력을 집중하였다. Hinckley와 탠디는 1927년 뷰몬트주에 1927년 최초의 분점을 내고 1932년에는 텍사스주에 분점을 냈으며 데이브 탠디는 가게를 뷰몬트주에서 텍사스주 휴스턴으로 이동하였다. 탠디의 사업은 경제 대공황의 경제적 풍파에서 생존했으며 신발 사업에서 더 공고하게 입지를 다져나갔다.
탠디 레더는 인기있는 상품이 되어 1955년 보스턴의 아메리칸 하이드 앤드 레더 컴퍼니(1956년 사명을 "제너럴 아메리칸 인더스트리스"로 변경)에 의해 인수되었다. 찰스는 GAI 소유 중에 탠디 레더의 관리 통제를 계속해 나갔다. 1956년에 제너럴 아메리칸 인더스트리스는 가죽 산업과 무관한 다른 3개의 기업을 인수했으며 모회기업의 통제에 대한 힘든 싸움이 시작되었다. 찰스는 GAI가 시작한 지시로부터 해방될 필요가 있다고 보았다. 그는 자신의 자원을 모두 사용했고 돈을 더 들여 주식 중 500,000주의 구매 권한을 행사했다.

## 메리비와 라디오셱의 인수
1961년, 사명은 탠시 코퍼레이션으로 바뀌었고 본사는 텍사스주 포트워스로 옮겨졌으며 여기서 찰스 탠디는 의장이 되었다. 탠디 레더는 미국과 캐나다에서 105개 도시에 125개점을 운영하고 있었으며 확장이 자신들에게 중요거리였다. 탠디는 재봉 물건의 제조업체인 메리비(Merribee Art Embroidery Co.) 및 다섯 곳의 기타 기업들(Cleveland Crafts Inc. 포함)의 자산을 인수했으며 워너매그너스(Werner Magnus)를 사들여 새로 인수한 메리비 부서의 운영을 돕게 했다.

## 컴퓨터

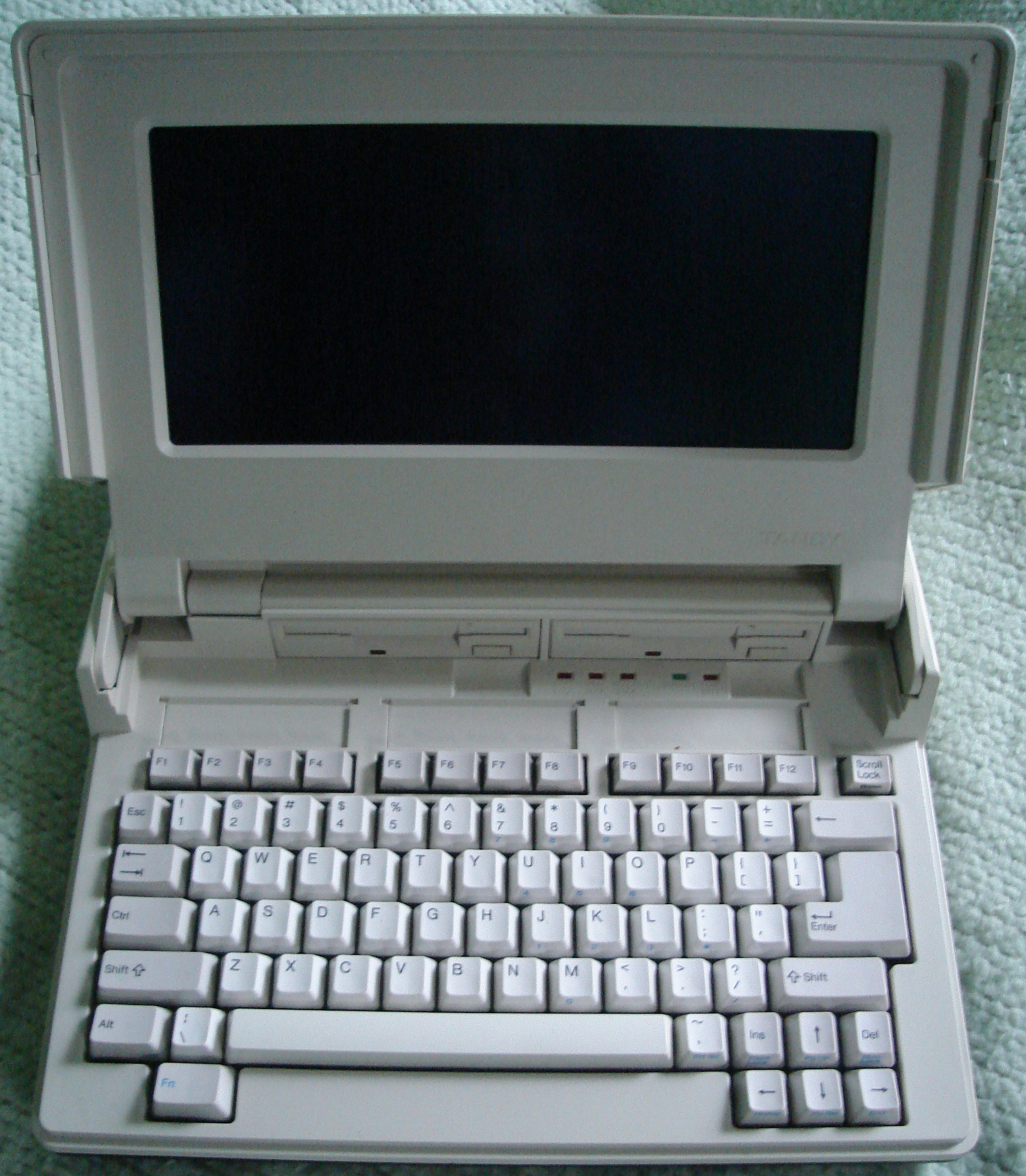
탠디 노트북 컴퓨터 1400LT

탠디는 키트가 아닌 완전히 미리 조립된 마이크로컴퓨터를 선보임으로써 코모도어 인터내셔널, 애플과 함께 1977년 개인용 컴퓨터 혁명을 시작한 3개의 기업들 가운데 하나였다. 자신들의 TRS-80(1977년)과 TRS-80 컬럼 컴퓨터 ("CoCo")(1980년) 계열의 가정용 컴퓨터는 IBM PC가 일상화되기 전 여러 해에 걸쳐 대중화되었으며 백화점이 얼마 없었을 당시 라디오셱 스토어에 널리 배급되었다.
탠디는 탠디 1000, 탠디 2000(1983~1984년)과 함께 IBM PC 아키텍처를 채택했다. 호환성에는 의문의 여지가 있었으나 이 모델들은 TRS-80 계열보다 더 강력하고 내장 사운드와 16색 그래픽스를 지원한 진정한 IBM PC보다 가격이 더 저렴했다. 이 시스템들은 궁극적으로 비싸지 않고 완전한 교환이 가능한 PC의 범람과 경쟁했으며 VGA 표준 그래픽 카드와 사운드 블라스터 사운드 카드가 1990년대 초에 일반화되면서 한물간 시스템이 되었다.
1982년 탠디 코퍼레이션은 25년 간 선구적인 교육 기술로 잘 알려진 오클라호마의 소프트웨어 기업 Dorsett Educational Systems, Inc과 개발 계약에 들어갔다. 이 거래로 TRS-80 컬러 컴퓨터용으로 수십 개의 타이틀이 출시되었다.
라디오셱 상점은 다른 제품과 함께 TRS-80 컴퓨터를 판매한 반면, 라디오셱 컴퓨터 센터는 오직 컴퓨터만 판매했다.

## 같이 보기
- 라디오셱
- Tandy-12